# Bertha Sander
Bertha Regina Sander (geboren am 7. März 1901 in Köln; gestorben am 23. Juli 1990 in Bodiam bei Robertsbridge, East Sussex, England) war eine deutsche Innenarchitektin und Fachautorin jüdischer Abstammung. Auf Grund der für Juden zunehmend diskriminierenden Lebensbedingungen nach der Machtergreifung durch die Nationalsozialisten verließ sie 1936 Deutschland und lebte seitdem in England. Bertha Sander zählte zu den wenigen Frauen, die bereits vor 1945 als (Garten-)Architektin, Innenarchitektin oder Kunstgewerblerin tätig waren.

## Leben

### Herkunft und Ausbildung
Bertha Sander war die Tochter des aus Erpel stammenden Rechtsanwalts Justizrat Gustav Sander und dessen Cousine Klara, geb. Loeser. Die Hochzeit ihrer Eltern fand 1897 in der alten Lütticher Synagoge statt, zu deren Gemeindevorsteher Klaras Vater, der frühere Saarlouiser Kaufmann Gabriel Loeser, kurz zuvor gewählt worden war. Aus der Ehe von Gustav und Klara Sander gingen drei Kinder hervor: Otto (1898–1924), Gabriele und Bertha.:355 Die spätere Konzertsängerin und Musiklehrerin Gabriele Sander heiratete 1927 den Juristen Walter Speyer. Beide lebten bis 1938 in Köln, emigrierten dann nach London, wo Gabriele weiter als Gesangslehrerin arbeitete und dort 1969 starb.
Prägend für die Entwicklung Bertha Sanders war ihre Mutter. In Lüttich aufgewachsen, avancierte die studierte Musikerin Klara Sander zur Sozialreformerin und Herausgeberin. Über einen Zeitraum von 16 Jahren gab sie bis in die Anfangsjahre der Weimarer Republik gemeinsam mit der ebenfalls studierten Musikerin und Klavierlehrerin Else Wirminghaus geb. Strackerjan (1867–1939) die den Reformbewegungen des Deutschen Werkbunds nahestehende Frauenzeitschrift „Neue Frauenkleidung und Frauenkultur“ heraus.:355 f. Das in 29 Jahrgängen von 1905 bis 1932/1933 erschienene Blatt war das Organ des „Verbandes für Deutsche Frauenkleidung und Frauenkultur“. Während der Kölner Werkbundausstellung 1914 hielt Klara Sander Vorträge in dem sogenannten „Haus der Frau“, das Margarete Knüppelholz-Roeser (1886–1949) entworfen hatte.:357 Else Wirminghaus wiederum war zugleich Vorsitzende des „Verbandes Frauenkleidung und Frauenkultur“ innerhalb der „Nationalen Frauengemeinschaft“ und die Ehefrau von Alexander Wirminghaus (1863–1938), des früheren Handelskammer-Syndikus und nunmehrigen Professors an der Kölner Handelshochschule, aus der 1919 die neu begründete Kölner Universität hervorging. Wirminghaus war zudem aktives Mitglied des Deutschen Werkbundes sowie der „Vereinigung für Kunst in Handel und Gewerbe Cöln“.:356
Die Bekanntschaft zwischen Klara Sander und Else Wirminghaus nahm ihren Anfang mit dem Klavierunterricht, den jene Bertha und Gabriele Sander erteilte. Über diese Verbindung lernte Bertha Sander auch den zehn Jahre älteren Wirminghaus-Sohn Helmuth Wirminghaus kennen, der nach einem begonnenen Studium der Philosophie und Kunstgeschichte schließlich in München und Aachen Architektur studierte und ab 1922 ein erfolgreiches Atelier in Köln unterhielt. Während ihr introvertierter Vater, ein Kenner der Botanik und heimischen Pflanzenwelt, Bertha die Liebe zu den Pflanzen vermittelte, was sie in ihren Tapetenentwürfen zum Ausdruck brachte, lenkte Helmuth Wirminghaus wohl ihr Interesse auf das Architekturfach.:356
Bis 1917 besuchte Bertha Sander die Königin-Luise-Schule in Köln, dabei erhielt sie in dem Jahr der Werkbundausstellung (1914) zweimal wöchentlich Unterricht in der Schülerklasse der von Emil Thormählen geleiteten „Kunstgewerbe- und Handwerkerschule“. Dort unterrichtete auch der frühere Assistent von Josef Hoffmann, Philipp Häusler. Anschließend absolvierte sie mit dem Ziel, Innenarchitektin zu werden, von 1918/1919 an eine Schreinerlehre bei dem Tischlermeister Heinrich Adam Nix, der in Köln „Werkstätten für vornehme Wohnungseinrichtungen, Kunstmöbel und den gesamten Innenausbau“ betrieb. Parallel hierzu nahm sie abends Unterricht im Werkzeichnen an der „Kunstgewerbe- und Handwerkerschule“. Mit Abschluss ihrer Ausbildung trat sie im Januar 1920 zunächst als Zeichnerin für Möbel und Wohnungsausstattungen in das Atelier Häuslers ein, erkrankte aber im Mai an Tuberkulose, während Häusler nach Wien zog. Nach ihrer Genesung trat sie im Mai 1921 als Mitarbeiterin für den Innenausbau und den Möbelentwurf in das neubegründete Kölner Atelier von Bruno Paul ein. Der in Gemeinschaft mit seinem Schwager Franz Weber tätige Bruno Paul war zu dieser Zeit mit den Entwurfsarbeiten zu drei Villen befasst: für Otto Kaufmann (Bayenthal), für Max Philipp (Lindenthal) und für Karl Grosse (Deutz).
Nachdem Paul sie im November 1922 mangels Aufträgen entlassen musste, ging Bertha Sander im Februar 1923 nach Berlin, wo sie eine Stelle als Zeichnerin in der dortigen Zweigniederlassung der Saalecker Werkstätten von Paul Schultze-Naumburg antrat. 1923/1924 war sie schließlich in Wien, als selbstständige Koloristin und Zeichnerin in der Textilabteilung der Wiener Werkstätte, wo sie sich in erster Linie mit Textildesign befasste. In Wien lebte auch Dagobert Peche, den sie vermutlich 1921 über Häusler kennenlernte und der bei Kölner Arbeitsaufenthalten auch im Elternhaus Sander in Lindenthal wohnte.:357 Nach ihren eigenen Lebenserinnerungen galt Bertha Sander als die „begabteste junge Innenarchitektin in Deutschland“.:356 f.

### 1924 bis 1935
Nach Köln zurückgekehrt, machte Bertha Sander sich im Februar 1924 mit einem Büro im elterlichen Haus in Lindenthal als Innenarchitektin selbstständig. Daneben unterrichtete sie die Schülerklasse an der „Kunstgewerbe- und Handwerkerschule der Stadt Köln“, die zu dieser Zeit von Martin Elsaesser geleitet wurde. Die zunehmende Zahl der Privataufträge zwang sie jedoch, ihre Lehrtätigkeit aufzugeben. Sie entwarf den Innenausbau zu Bibliotheken, Kinderzimmern und Einpersonenwohnungen, einschließlich des Mobiliars, der Stoffe und Tapeten. Zeitweise beschäftigte sie bis zu vier Tischler, einen Dekorateur und einen Maler gleichzeitig mit der praktischen Ausarbeitung. Während dieser Phase veröffentlichte sie in verschiedenen Fachpublikationen Aufsätze zur modernen Wohnkultur, so in der Monatszeitschrift „Die Frau und ihr Haus“.
Ihr erfolgreicher Start fand jedoch 1927 durch eine erneut, diesmal dramatisch ausgebrochene Tuberkulose ein vorläufiges Ende. Die folgenden drei Jahre verbrachte sie zur Heilung in Kliniken in Arosa und Davos. Dank ihrer guten Verbindungen erhielt sie nach ihrer Heimkehr aber rasch wieder Aufträge aus der gehobenen Kölner Bürgerschaft. Für eine Aufführung von Paul Hindemiths „Wir bauen eine Stadt“, die unter der Gesamtleitung von Else Thalheimer im Chanukka-Monat im Jahr 1934 im Haus der „Bürgergesellschaft“ stattfand, entwarf sie die Kostüme.
Nach der Machtübernahme durch die Nationalsozialisten änderte sich jedoch die Alltagslage für Juden rapide. Bis zum Erlass des allgemeinen Arbeitsverbots im Jahr 1934 konnte Bertha Sander jedoch noch als Innenarchitektin firmieren. Danach durfte sie einerseits nur noch für jüdische Auftraggeber tätig werden, andererseits annoncierte sie nun auch nur noch unter „Bertha Sander (Wohnungsberatung)“ in Greven’s Adressbuch von 1935. Im selben Jahr erhielt sie auch ihren letzten großen Auftrag, die Neugestaltung der Privatzimmer im jüdischen Krankenhaus in Ehrenfeld, mit dessen Leiter, Benjamin Auerbach, Familie Sander eine enge Freundschaft verband. Bald darauf entschloss sich Bertha Sander, gemeinsam mit ihrer kranken Mutter Deutschland zu verlassen und nach England zu emigrieren.:357 f.

### 1936 bis 1990
Bertha Sander und ihre Mutter Klara verließen Köln im Januar 1936, um über Monaco, wo Klaras Schwester Pauline Straus († Juni 1936 Monaco) lebte, nach England zu reisen. Dort wurden sie anfangs von Bekannten ihrer Mutter unterstützt, die sie während eines längeren Englandaufenthaltes um 1895 kennengelernt hatte. Trotz zahlreicher Inserate gelang es Bertha in der Folge nicht, in England in ihrem zuvor ausgeübten Beruf zu arbeiten. Überhaupt war Ausländern eine dauerhafte berufliche Betätigung weitgehend verboten. Bertha nahm diverse Hilfsarbeiten an, darunter als Buchhalterin in kleinen Fabriken, als Blumenverkäuferin oder auch als Mitarbeiterin einer Buchbinderin. Das Kapital, das Klara und Bertha bei ihrer Ausreise hatten mitnehmen können, genügte dabei zum Kauf eines Reihenhauses in dem Londoner Vorort Hampstead. Als nach dem Kriegsausbruch „feindlichen Ausländern“ jedweder Erwerb untersagt wurde, waren sie jedoch gezwungen, das Haus zu beleihen.
Bertha Sander hielt brieflich Kontakt zu ehemaligen Kölner Weggefährten, wie dem Kölner Künstler Joseph Fassbender (1903–1974), der in britische Kriegsgefangenschaft geraten war, oder bald nach Kriegsende 1945 zu ihrem früheren Lehrer Philipp Häusler. Doch blieb ihre Hoffnung auf einen beruflichen Neuanfang nach 1945 unerfüllt. Die zeitlebens unverheiratet gebliebene Bertha Sander starb in einem Altenheim in der englischen Grafschaft East Sussex.
Teile ihres Nachlasses befinden sich im NS-Dokumentationszentrum der Stadt Köln, im Wesentlichen jedoch seit 1986 bzw. 1988 im Londoner Victoria and Albert Museum, so Schriftstücke und Entwürfe aus den Jahren 1917 bis 1936 und eine Reihe von Gemälden aus den Jahren um 1963.:359

„Rückblickend muss ich feststellen, dass ich durch die unglücklichen Entwicklungen seit 1933 schuldlos aus meiner beruflichen Laufbahn geworfen wurde und die daraus gefolgten schweren Schädigungen mir jede Hoffnung nehmen, jemals wieder das zu werden, was ich vor 1933 war.“

Zu Ehren von Bertha Sander zeigte das NS-Dokumentationszentrum der Stadt Köln vom 8. November 2013 bis zum 9. März 2014 die Ausstellung „Ein ganzes Leben in einer Hutschachtel“.

## Werk

### Als Innenarchitektin
- 1934–1935: Köln-Ehrenfeld, Israelitisches Asyl, Neugestaltung der Zimmer für Privatpatienten[13][4]:358

### Schriften (Auswahl)
In der Regel bebilderte Bertha Sander ihre Veröffentlichungen mit Eigenillustrationen. Die Zeitschrift Für unsere Kinder wurde durch ihre Mutter Klara Sander herausgegeben.
- Puppenstubentapete zum Durchzeichnen. In: Für unsere Kinder. 1. Jahrgang 1924, Heft 2, G. Braun, Karlsruhe 1924, S. 37–39.
- Kinderspiel- und Arbeitstisch. In: Für unsere Kinder. 2. Jahrgang 1924, Heft 1, G. Braun, Karlsruhe 1925, S. 13 und 22.
- Von Beleuchtung und Beleuchtungskörpern. In: Samenkörner. Illustrierte Monatszeitschrift für Volkswohlfahrt. Hrsg. Verband Schweizer Konsumvereine, Ausgabe November 1925, Basel 1925, S. 164 f.
- Unmoderne Möbel in modernen Wohnungen und wie man die Möbel umändern kann. In: Deutsche Frauenzeitung. 39. Jahrgang 1925/26, Heft 40, Verlag Otto Beyer, Leipzig 1925, S. 18 f.
- Praktische Kindermöbel. In: Die Frau und ihr Haus. Zeitschrift für Kleidung, Gesundheit, Körperpflege und Wohnungsfragen. 7. Jahrgang 1926, Heft 3 vom Dezember 1926, Berlin 1926.
- Über zeitgemäße Möbel. In: Kölner Baugenossenschaftsblatt. 2. Jahrgang 1927, S. 80 ff.
- Das Sprech- und Wohnzimmer eines Arztes von Bertha Sander, Köln. In: Die Frau und ihr Haus. Zeitschrift für Kleidung, Gesundheit, Körperpflege und Wohnungsfragen. Heft 7 vom Juli 1933, Berlin 1933.

## Ehrung
Mit Beschluss der Bezirksvertretung Ehrenfeld vom 28. November 2016 wurde im Kölner Gewerbe- und Medienpark Ossendorf eine Planstraße (Lage) nach Bertha Sander benannt.